# Chamitataxus
Chamitataxus — доісторичний рід хижих ссавців із родини мустелових. Chamitataxus avitus — єдиний відомий вид роду. Тварина жила у пізньому міоцені, приблизно 6 мільйонів років тому на території нинішньої Північної Америки.
Chamitataxus відомий лише з одного голотипу, знайденого в 1935 році, який складається з майже повного черепа. Голотип був виявлений в каменоломні неподалік від Лідена, штат Нью-Мексико.